# Saint Etienne
Saint Etienne — британская поп-группа, образованная в 1988 году в Кройдоне, Лондон, Англия, и исполнявшая танцевальный инди-поп, соединявший в себе новейшие веяния клубной электроники (пост-эйсид-хаус и др.) с мотивами британской поп-музыки середины 1960-х годов. В качестве названия коллектива музыкантами было выбрано имя французского футбольного клуба «Сент-Этьен». Одиннадцать альбомов Saint Etienne входили в UK Albums Chart; наивысшего результата (#4) добивался So Tough (1993). В списках UK Singles Chart до наивысшего, 12-го места поднимались «You’re In A Bad Way» (1993) и «Sylvie» (1998).
Для стиля группы, авторское ядро которой составляют Боб Стэнли (англ. Bob Stanley) и Пит Уиггс (англ. Pete Wiggs), определяющее значение всегда имели тонко сработанные, умные тексты, а также сценическая харизма (присоединившейся к дуэту в 1991 году) вокалистки Сэры Крэкнелл (англ. Sarah Cracknell).
Группа продолжает выступать и записываться, но звёздными в истории Saint Etienne считаются 1992—1993 годы, когда вышли самые известные синглы группы — «Join Our Club», «People Get Real», «You’re In A Bad Way» (#12), «Avenue», «Who Do You Think You Are», «Hobart Paving» и «I Was Born on Christmas Day», — а также альбомы Foxbase Alpha и So Tough, первый из которых был номинирован в 1992 году на Mercury Prize.
К 1994 году записывается уже второй альбом, получивший название Tiger Bay. В этой работе было решено использовать больше народной музыки, которая тесно переплеталась с электронным звучанием. В 1995 году выходит самый популярный релиз — сингл He’s on the Phone. В 2002 году готовится DVD-диск с концертной записью. К 2004 году выходит первый сборник лучших хитов для американского рынка Travel Edition 1990—2005. В 2009 году случается возвращение на лейбл Heavenly, где они представили ретроспективу.

## Награды и номинации
| Премия                     | Год  | Песня (альбом)          | Категория               | Результат | Примечания |
| -------------------------- | ---- | ----------------------- | ----------------------- | --------- | ---------- |
| Mercury Prize              | 1992 | Foxbase Alpha           | Album of the Year       | Номинация | [ 6 ]      |
| Popjustice £20 Music Prize | 2009 | «Method of Modern Love» | Best British Pop Single | Номинация | [ 7 ]      |
| Popjustice £20 Music Prize | 2012 | «Tonight»               | Best British Pop Single | Номинация | [ 7 ]      |

## Дискография

### Студийные альбомы
- 1991 — Foxbase Alpha
- 1993 — So Tough
- 1994 — Tiger Bay (только в UK)
- 1998 — Good Humor
- 1999 — The Misadventures of Saint Etienne
- 2000 — Sound of Water
- 2002 — Finisterre
- 2005 — Tales from Turnpike House
- 2012 — Words and Music by Saint Etienne
- 2017 — Home Counties
- 2021 — I’ve Been Trying to Tell You
- 2024 — The Night